# Carlos Alberto Ferreira Braga
Carlos Alberto Ferreira Braga (29 de març de 1907—24 de desembre de 2006), popularment conegut com a Braguinha o João de Barro (l'ocell forner rogenc), va ser un compositor brasiler i cantant ocasional.

## Biografia
Va nàixer a Rio de Janeiro, on viu tota la seva vida. Braga va estudiar arquitectura en la seva joventut, i, quan comença a escriure cançons, adopta el pseudònim João de Barro (el nom d'un ocell que construeix elaborats nius de fang), tenint en compte que el seu pare no aprovaria l'associació entre el seu cognom i el món del samba i de la música popular.
Braguinha és més famós per les seves marchinhas de Carnaval (un gènere de cançons alegres pròpies del Carnestoltes i que sorgiren rítmicament de les marxes militars). Moltes d'aquelles es van compondre ja en la dècada del 1930 i es convertiren en clàssics de la música popular brasilera, sent cantades any rere any Les seves marchinhas han estat enregistrades per alguns dels cantants de Carnaval més coneguts del segle xx, com Carmen Miranda.
El 1937, Braguinha escriu la lletra de Carinhoso, peça musical composta per Pixinguinha vint anys abans. El sofisticat samba-choro es convertiria en una de les cançons més enregistrades en la història musical brasilera. Un altre dels seus clàssics, As Pastorinhas, va ser una col·laboració amb el llegendari compositor de samba Noel Rosa.
Braginha va morir en una Nit de Nadal, a l'edat de 99 anys. La causa oficial de la mort fou descrita com fracàs multiorgànic seguit de sèpsia.

## Discografia seleccionat
| Títol                                                              | Any  | Etiqueta fonogràfica | Suport |
| ------------------------------------------------------------------ | ---- | -------------------- | ------ |
| Pra vancê/Coisas da roça                                           | 1929 | Parlophon 78         | LP     |
| Desengano/Assombração                                              | 1929 | Parlophon 78         | LP     |
| Salada                                                             | 1929 | Parlophon 78         | LP     |
| Não quero amor nem carinho                                         | 1930 | Parlophon 78         | LP     |
| Dona Antonha                                                       | 1930 | Parlophon 78         | LP     |
| Minha cabrocha/A mulher e a carroça                                | 1930 | Parlophon 78         | LP     |
| Quebranto                                                          | 1930 | Parlophon 78         | LP     |
| Mulata                                                             | 1931 | Parlophon 78         | LP     |
| Cor de prata/Nega                                                  | 1931 | Parlophon 78         | LP     |
| Tu juraste… eu jurei/Vou à Penha rasgado                           | 1931 | Parlophon 78         | LP     |
| Samba da boa vontade/Picilone                                      | 1931 | Parlophon 78         | LP     |
| O amor é um bichinho/Lua cheia                                     | 1932 | Parlophon 78         | LP     |
| João de Barro                                                      | 1972 | RCA Victor           | LP     |
| João de Barro e Coisas Nossas                                      | 1983 | Funarte              | LP     |
| Viva Braguinha                                                     | 1985 |                      | LP     |
| Yes, nós temos Braguinha                                           | 1998 | Funarte/Atração      | CD     |
| João de Barro (Braguinha) — Nasce um compositor                    | 1999 | Revivendo            | CD     |
| João de Barro — A música do século, por seus autores e intérpretes | 2000 | SESC São Paulo       | CD     |